# Ramón Herrera Rodado
Ramón Herrera y Rodado, född 7 december 1799 i Santiago de Chile, Generalkaptenskapet Chile, död 1882 i Florens, Italien, var en chilensk militär som hade innehade viktiga ämbeten i Peru och senare under Peru-bolivianska konfederationen var president i Sydperu och en av Andrés de Santa Cruz betrodda män.
Som president för Sydperu var han en av förhandlarna av Paucarpatafördraget 1837 som upprättade fred mellan Peru-bolivianska konfederationen och Chile, vilket senare inte erkändes av den chilenska regeringen. När fientligheterna återupptogs stred han i Slaget vid Yungay där han hade befälet över den bolivianska divisionen av konfederationens armé. När kriget slutade och Peru och Bolivia gled in i anarki, gick han i självvald exil. Herrera åkte till Argentina och Chile och tog sig sedan till Europa där han kom att bo till slutet av sina dagar. Under vistelsen i Peru var han gift tre gånger och fick sju barn.